# Amazonides invertita
Amazonides invertita är en fjärilsart som beskrevs av Emilio Berio 1962. Amazonides invertita ingår i släktet Amazonides och familjen nattflyn. Inga underarter finns listade i Catalogue of Life.